# Liste der Einträge im National Register of Historic Places im North Slope Borough
Die Liste der Registered Historic Places im North Slope Borough führt alle Bauwerke und historischen Stätten im North Slope Borough des US-Bundesstaates Alaska auf, die in das National Register of Historic Places aufgenommen wurden.

## Barrow
- Birnirk Site
- Point Barrow Refuge Station
- Rogers-Post Site
- Utkeagvik Church Manse

## Flaxman Island
- Leffingwell Camp Site

## Point Hope Peninsula
- Ipiutak Archeological District
- Ipiutak Site

## Prudhoe Bay
- Prudhoe Bay Oil Field Discovery Well Site

## Sagwon
- Gallagher Flint Station Archeological Site

## Wainright
- Aluakpak
- Anaktuuk
- Atanik
- Avalitkuk
- Ivishaat
- Kanitch
- Napanik
- Negilik Site
- Uyagaagruk